# Mariano Yurrita
Mariano Yurrita Llorente (San Sebastián, 11 maggio 1904 – 3 maggio 1976) è stato un calciatore spagnolo, di ruolo attaccante.

## Carriera

### Club
Ha sempre giocato nel campionato spagnolo.

### Nazionale
A livello di Nazionale, ha collezionato 2 presenze.